# Rhinopias eschmeyeri
Rhinopias eschmeyeri es un pez vertebrado del género Scorpaenidae que habita las aguas del Océano Pacífico y el Océano Índico Occidental. Crece hasta alcanzar un tamaño medio de 16,6 cm de longitud. Nombres comunes en Inglés son Eschmeyer Scorpionfish y Paddle-flap Scorpionfish. En ocasiones se puede encontrar en el comercio de acuarios. Aunque algunos han planteado preguntas sobre si R. Eschmeyeri es una variante morfológica de Rhinopias frondosa en lugar de una especie separada, un estudio realizado en 2006 por Motomura y Johnson, confirmó la existencia de la especie y su separación de otros miembros del género Rhinopias.

## Descripción
Tiene una longitud máxima de 23 cm, y su aleta dorsal se compone de doce espinas y de ocho a nueve radios blandos, mientras que la aleta anal tiene tres espinas y cinco radios blandos.
Según Motomura y Johnson ( p. 502 ), R. eschmeyeri "se diferencia de R. Aphanes y R. Frondosa en tener dos tentáculos en la parte inferior de la mandíbula inferior ( 12-18 tentáculos en R. Aphanes y 9-24 en R. Frondosa), que carecen de tentáculos en el frontal debajo de los ojos en vista anterior ( 2-4 tentáculos presentes en las  otras dos especies ), que carecen de tentáculos en la superficie lateral del cuerpo por encima de la línea lateral, que tiene tentáculos cortos, sin ramas distintas a lo largo de los márgenes distales, en los lomos lagrimales supraoculares y posterior (frente a tentáculos largos, con distintas ramas ), y con cabeza, cuerpo, aletas y tentáculos por lo general sin pigmentación distinta o marcas (con marcas blancas alargadas y negras, cada uno con una zona central de color amarillo, verde o marrón en R. Aphanes y con numerosas manchas oscuras - con margen circulares distintas en R. frondosa )". En las dos fotos de comparación a la derecha, se puede observar estas diferencias en el número de tentáculos en la parte inferior de la mandíbula, la presencia o ausencia de tentáculos debajo de los ojos, y la forma ramificado o no ramificado de los tentáculos por encima del ojo, así como la diferencia obvia en la pigmentación y las marcas.

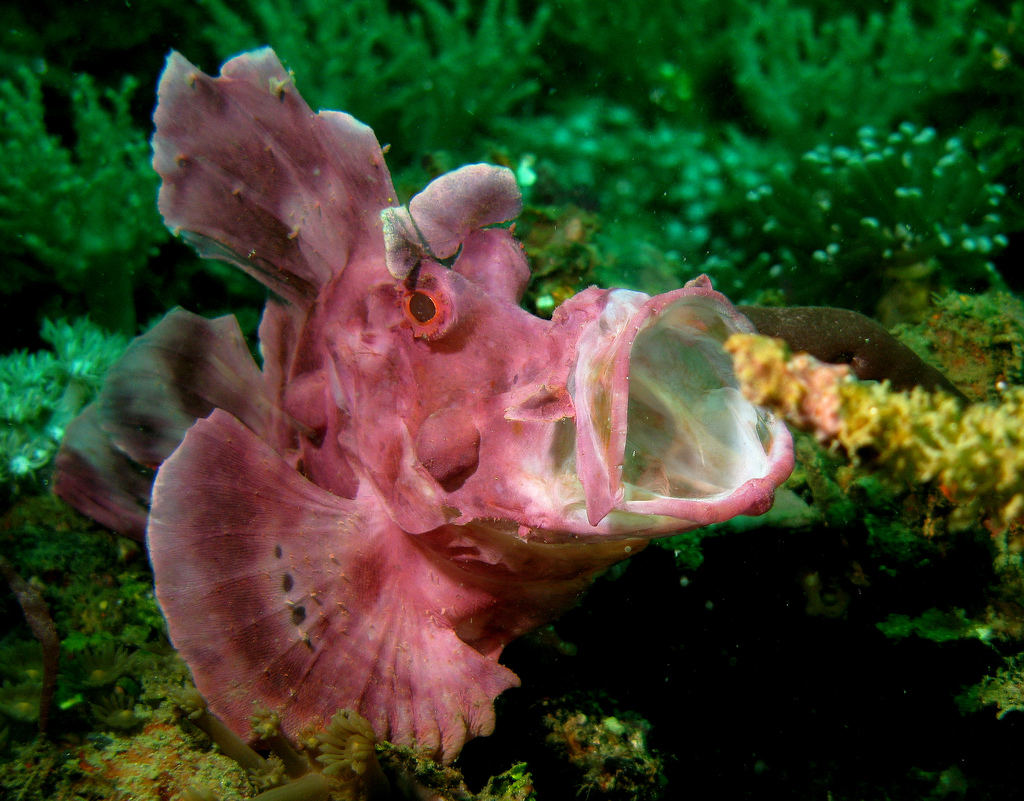
Rhinopias eschmeyeri con la boca abierta

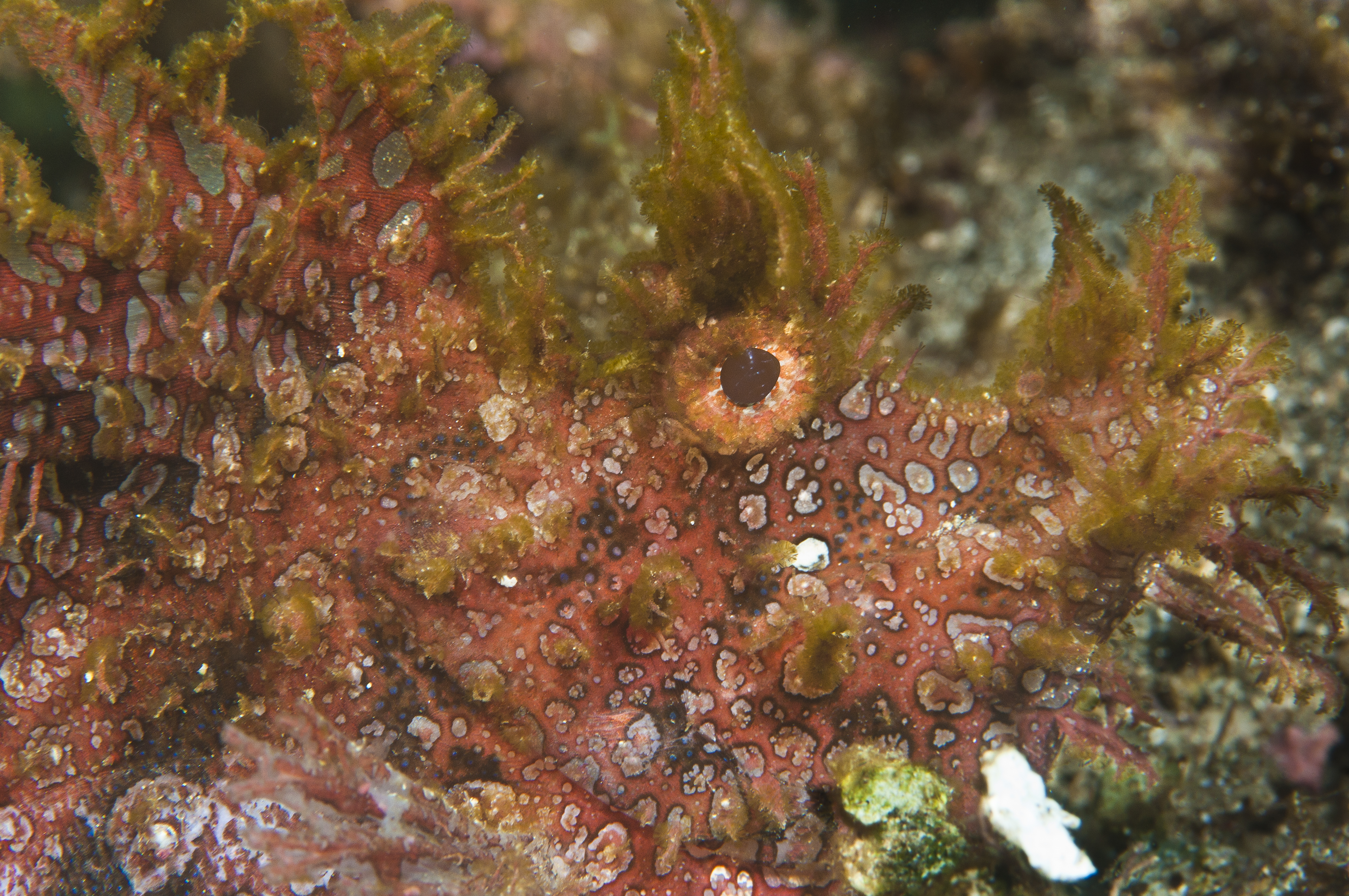
(R. frondosa or R. aphanes)

## Distribución y hábitat
R. eschmeyeri es originario del oeste tropical del Indo-Pacífico. Su área de distribución se extiende desde las costas de África oriental a Japón, Indonesia y la mitad norte de Australia. Su rango de profundidad es de 18 a 55 metros ( 59 a 180 pies) y por lo general se encuentra en los arrecifes de coral o los fondos marinos de escombros.